# Carballo
Carballo – gmina w Hiszpanii, w prowincji A Coruña, w Galicji, o powierzchni 186,09 km². W 2011 roku gmina liczyła 31 358 mieszkańców.